# エードゥアルト・ヘリー
エードゥアルト・ヘリー（Eduard Helly、1884年6月1日 - 1943年11月21日）はオーストリアの数学者。ヘリーの定理、ヘリー族、ヘリーの選択定理、ヘリー距離、ヘリー＝ブレイの定理等に名を残している。ユダヤ系。
ウィーンに生まれ、ウィーン大学でヴィルヘルム・ヴィッティンガーとフランツ・メルテンスから数学を学ぶ。1907年に博士論文を提出し、ヴィッティンガーの尽力により奨学金を得てゲッティンゲン大学で学ぶ。
1912年にはハーン＝バナッハの定理の証明を発表しており、これはハーンとバナハが定理をそれぞれ独立に発見する15年も前のことだが、ヘリーが示したのはハーン・バナッハの定理のうち、区間 [a, b] 上の連続函数に対する特別の場合のみである。連続函数の空間 C[a, b] は無限次元であり、無限次元の場合のハーンバナッハの定理を一般に証明するには、選択公理あるいはそれと同等の仮定を必要とするが、1912年の時点では公理の存在はまだ認識されていないので、ヘリーがどのように証明を行い、それは本当に正しい証明なのかという疑念が持たれるところであるが、実はヘリーは C[a, b] という特定の具体例にあって、選択公理抜きで特別の拡張を構成しているのである。ただ、ハーン・バナッハの定理の真価はその一般性にこそあるのであって、そのために選択公理が必要とされるのである。
第一次世界大戦に出征したが重傷を負ってロシアの捕虜となり、シベリアのウスリースクにある捕虜収容所で、ヘリーは関数解析における重要な原稿を書いた。終戦により解放され、ロシア内戦による混乱を避けて日本、アジア経由で帰国。ウィーン大学の補講を修了したが教授にはなれず、銀行、保険会社に勤務した。
1938年のナチスによるアンシュルスの後、妻と共にアメリカへ亡命。アルバート・アインシュタインの手助けでパターソン短期大学とモンマス短期大学に勤めたのち、1941年にシカゴのアメリカ陸軍通信隊に勤務する。1943年にイリノイ工科大学の教授職を得たが、直後に心臓発作で死去した。第一次大戦時の負傷の後遺症が原因とされる。